# Château de Fleckenstein
Pour les articles homonymes, voir Fleckenstein (homonymie).
Le château de Fleckenstein [flɛkənʃtaɪn] est un château fort semi-troglodyte du XIIe siècle, aujourd'hui en ruine, dont les vestiges se dressent sur la commune française de Lembach, dans le département du Bas-Rhin, au sein de la collectivité européenne d'Alsace. 
Les vestiges du château font l’objet d’un classement au titre des monuments historiques par arrêté du 6 décembre 1898.
C'est le deuxième château le plus visité d'Alsace après celui du Haut-Kœnigsbourg.

## Localisation
Les ruines du château sont situées au sommet d'une haute barre de grès rose, dans la forêt, à cinq kilomètres au nord de la commune de Lembach, dans le département français du Bas-Rhin. La place est située à la frontière actuelle avec l'Allemagne.

## Historique

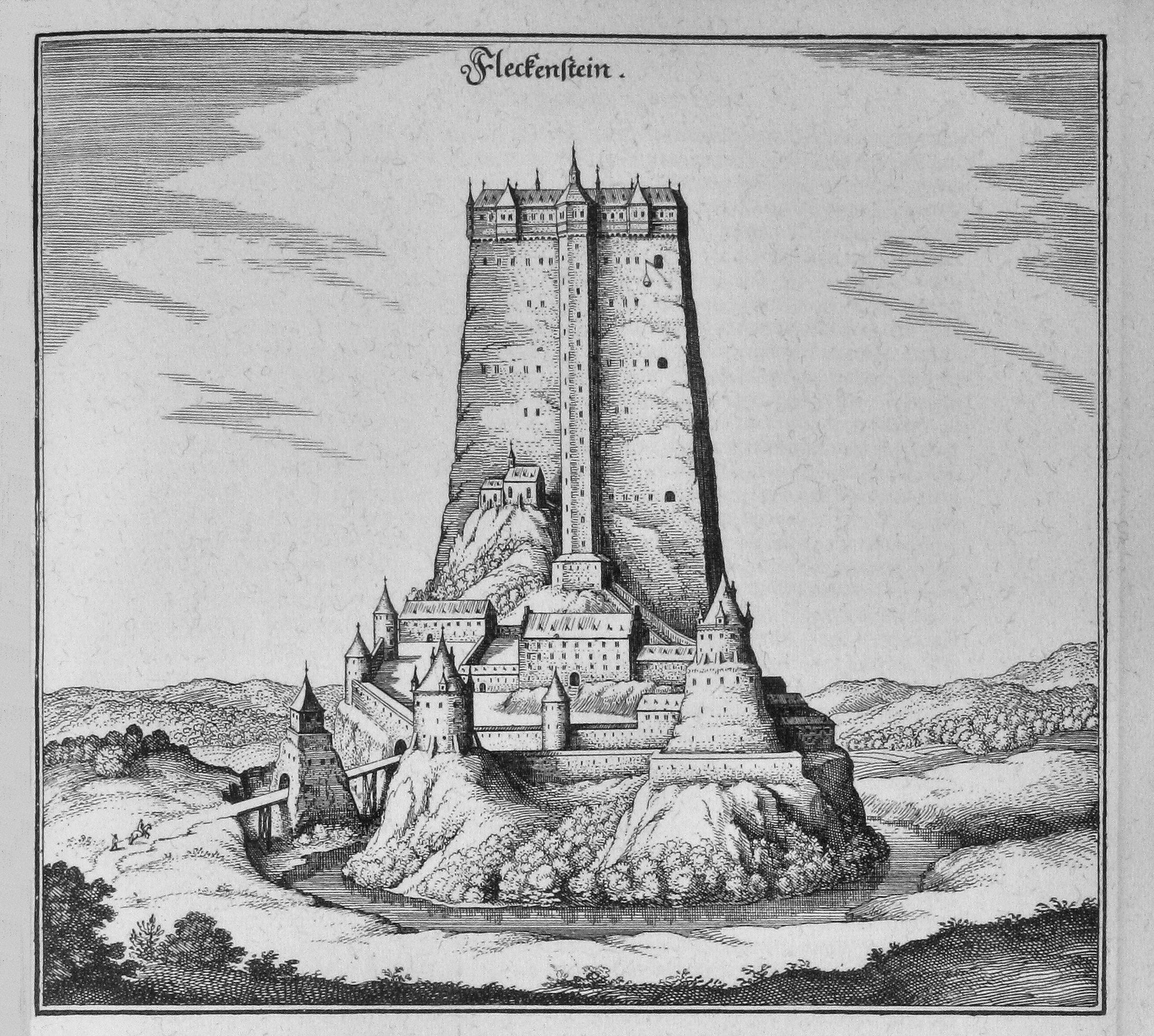
Le château, d'après Matthäus Merian.

Le château, attesté en 1165 a été construit par les barons de Fleckenstein, des proches de l'empereur, qui conserveront le fief jusqu'en 1720, date de l'extinction de la dernière branche de la famille.
En 1408, les armes devant se trouver en permanence au château sont : cinq couleuvrines, dix arbalètes et cinq armures, et les copossesseurs s'engagent à ce qu'il s'y trouve 7,5 hectolitres de grains et 15 hectolitres de vin en permanence.
Au XVIe siècle le château était partagé entre les deux branches des Fleckenstein et une charte (appelée paix castrale) avait été rédigée pour en assurer le partage, créant ainsi une forme de copropriété. Les armes de Frédéric de Fleckenstein et celles de sa seconde femme, Catherine de Cronberg ornent la tour d'escalier.
Il faisait partie d'une série de châteaux qui surveillaient la route de liaison entre Bitche et Wissembourg. 
En 1674, au cours de la guerre de succession de Hollande, le château fut pillé par les troupes françaises du marquis de Vaubrun. Ce qui resta du château fut détruit, sans livrer bataille, en 1689, par explosion, à la poudre noire par les hommes du Général Joseph de Montclar , sur ordre de Louis XIV.
En 1720, le dernier baron de Fleckenstein, Henri-Jacques y mourut sans descendance [sous-entendu, mâle].
Après la Révolution française, en 1792, le château fut vendu, d'abord, à un bourgeois de Wissembourg, Mr Rausch puis à l'agent des mines de Soultz, Mr Bertrand, enfin, en 1807, à Mr Jean-Louis Apffel.
Ensuite, en 1812, le général de brigade napoléonienne d'origine irlandaise Olivier Harty acquit la ruine et prit le titre de baron de Pierrebourg (francisation de Fleckenstein).
Après le passage de l'Alsace à l'empire allemand en 1871, le sous-préfet de Wissembourg, Joseph von Stichaner ordonna l'entretien de la ruine. Il la rendit accessible au grand public. Le site devint alors un lieu de promenade apprécié. 
En 1898, le château fort de Fleckenstein fut classé Monument Historique par les autorités allemandes.
Lors du retour à la France, en 1919, le château devint propriété de l'État puis, en 1958, au syndicat d'initiative de Lembach (67).
1992 à 1997 : des fouilles archéologiques furent réalisées sur la plateforme sommitale : citernes à filtration, espace cuisine et donjon.
1997 à 2000 : de gros travaux furent mis en œuvre pour la sécurité et la consolidation de la ruine.
1998 : la région alsacienne racheta l'ensemble des terres c'est-à-dire 270 hectares et cèdera la ruine à la commune de Lembach.
2002 : aménagement du château et en 2005 développement du site avec un parcours découverte.

## Description
Cette forteresse a été plusieurs fois remaniée. D'une longueur de 90 mètres, d'une hauteur de 30 mètres et d'une largeur de 10 mètres, ce château fort a la forme d'un navire. Un ingénieux système de collecte des eaux de pluie alimentait une citerne à filtration et un monte-charge permettait de monter l'eau et autres charges aux étages.
Il reste, à l'intérieur des murs d'enceinte, la basse-cour, une tour carrée, des galeries creusées dans le rocher ainsi que des salles comme celle des Chevaliers.
Les parties les plus anciennes, romanes sont les escaliers creusés à même le rocher, les pièces troglodytiques et la citerne sommitale.
La tour du puits est constituée d'une partie inférieure du XIIIe siècle, surmontée de constructions des XVe et XVIe siècles. Une salle creusée dans le roc, voisine du puits conserve les traces d'aménagement d'un treuil à roue d'écureuil. Dispositif laissant supposer que le puits avait entre 50 et 100 mètres de profondeur. La porte intérieure de la basse-cour est datée 1407 ou 1423 et la porte extérieure 1428 ou 1429.
Murailles, tours, courtines, fossés, barbacane défendent le château dont il ne reste que des vestiges : traces d'un donjon carré, caves, murs du logis et vestige de tourelle d'escalier, prison creusée dans le rocher, pourvu d'une petite fenêtre et pouvant être condamné par un couvercle de bois et la salle des archives dont la porte est ornée des écus des Fleckenstein.

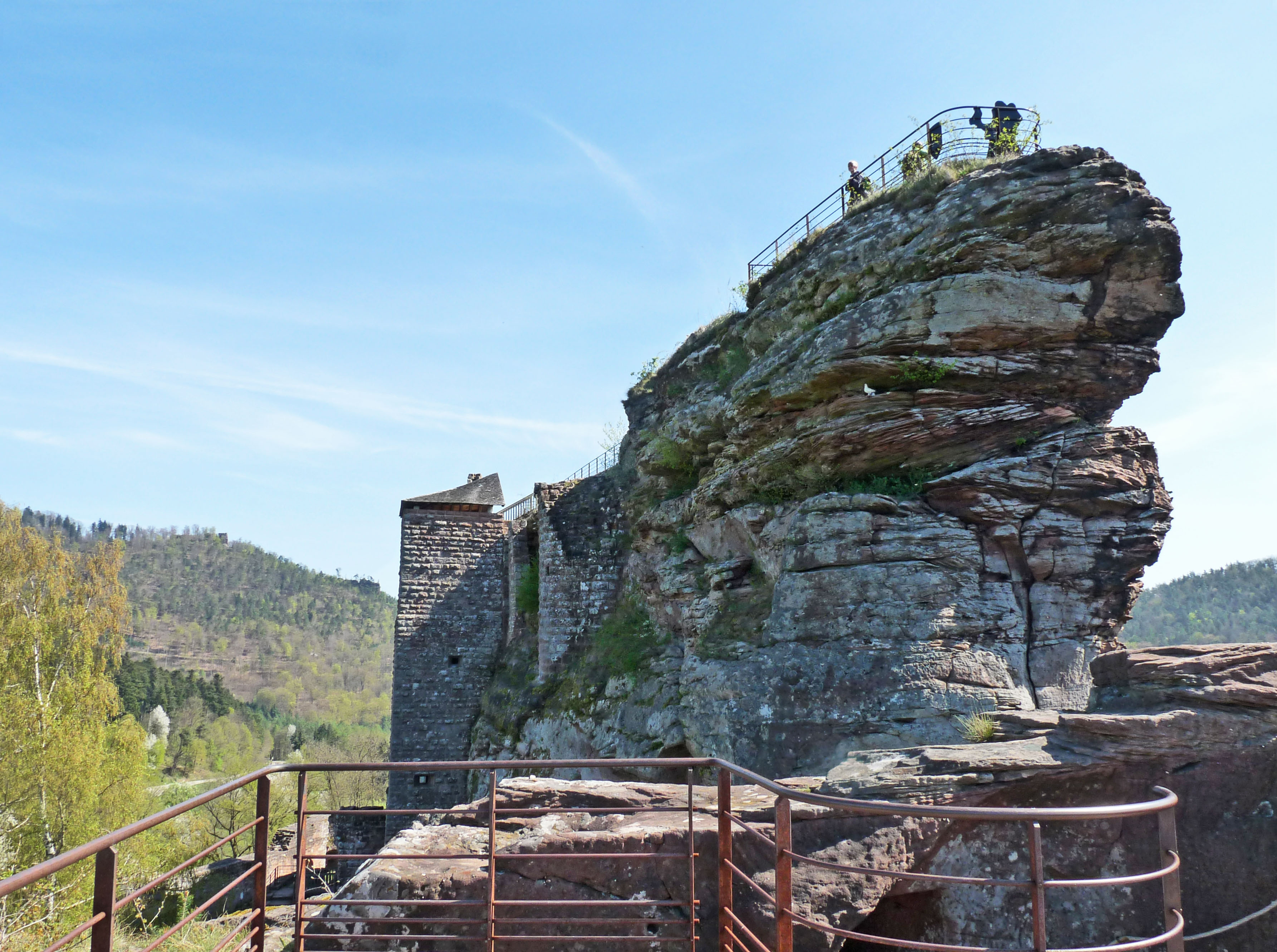
Piton rocheux.
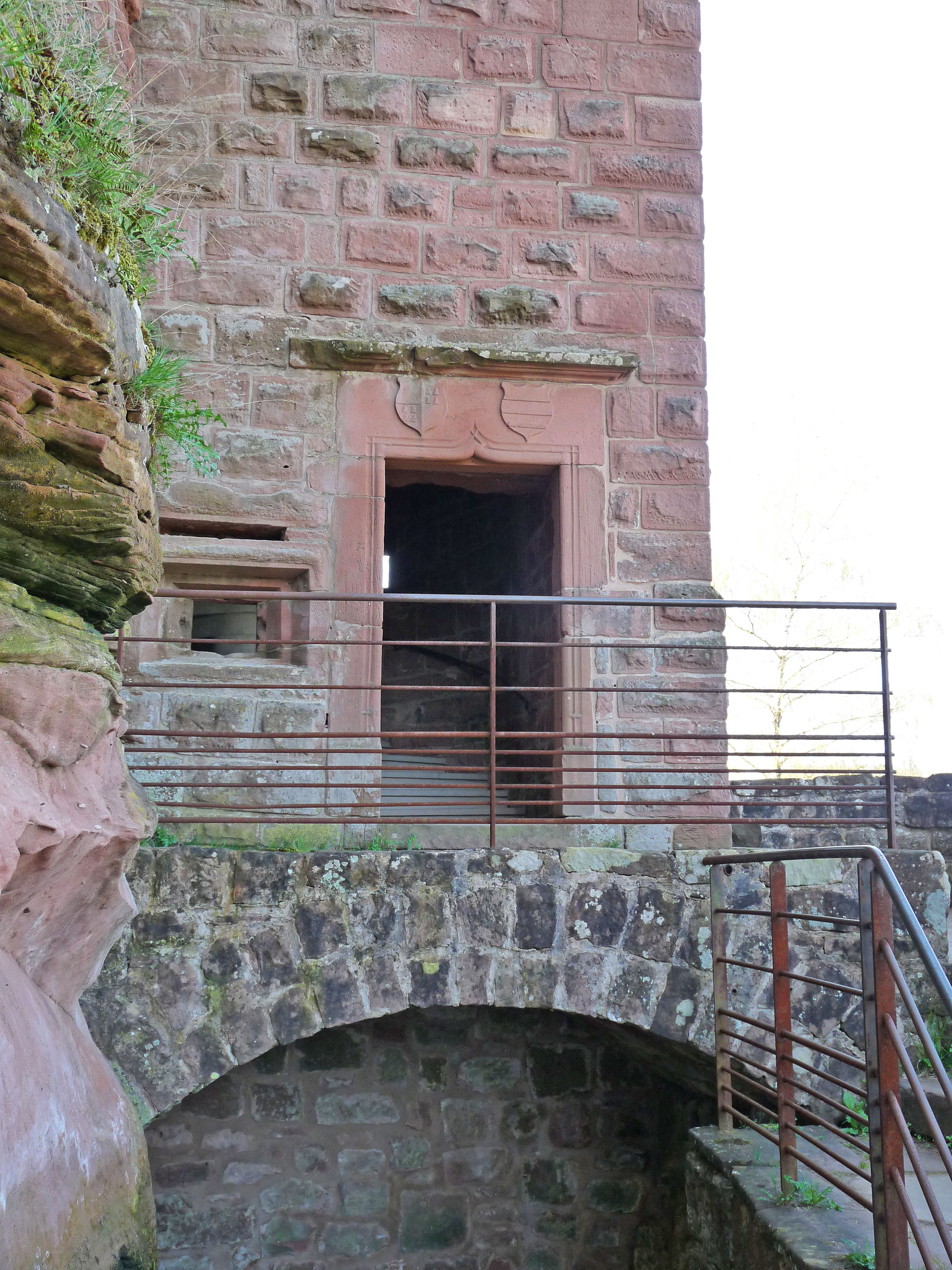
Armes des Fleckenstein.
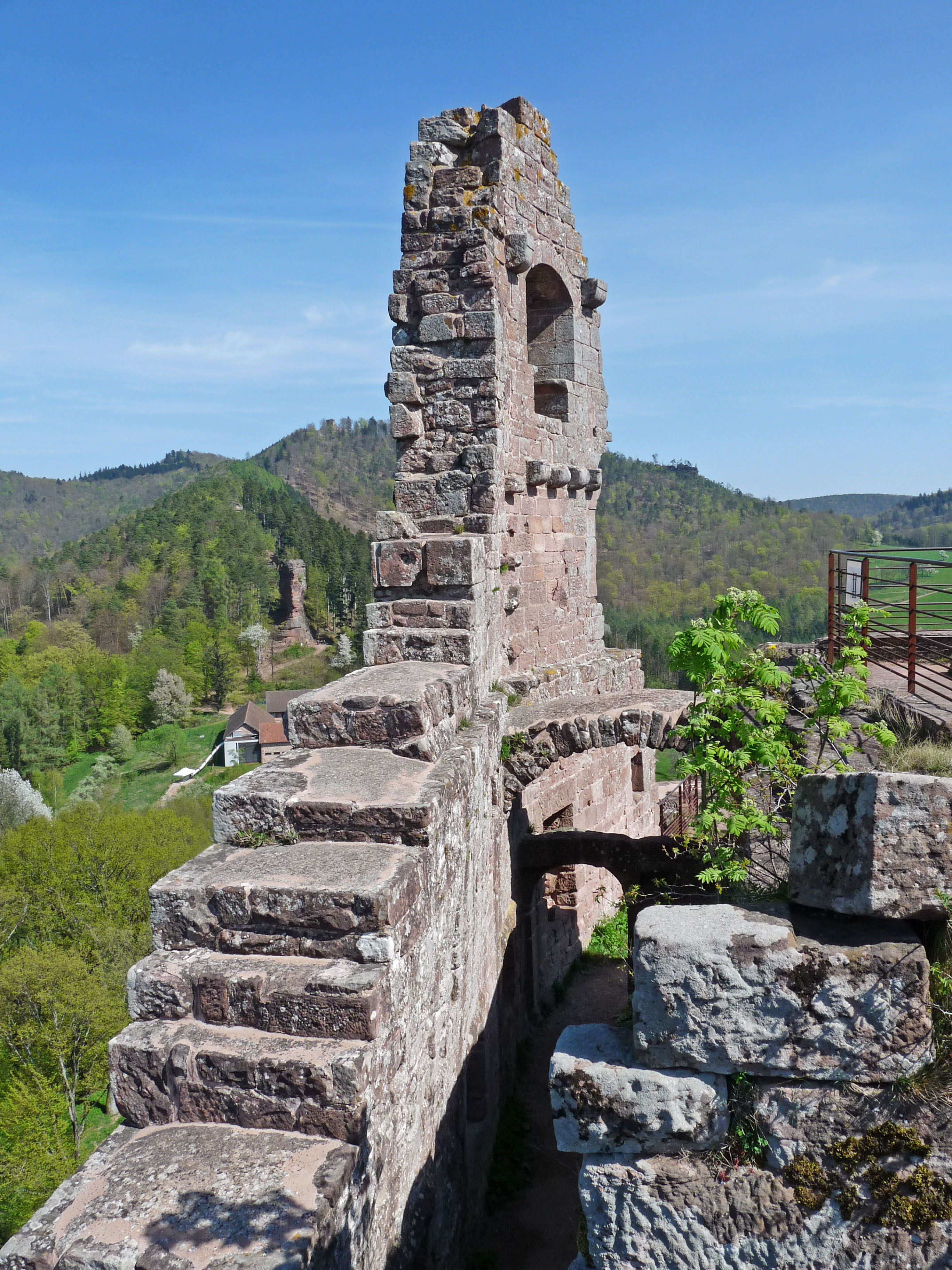
Ancien logis des seigneurs.
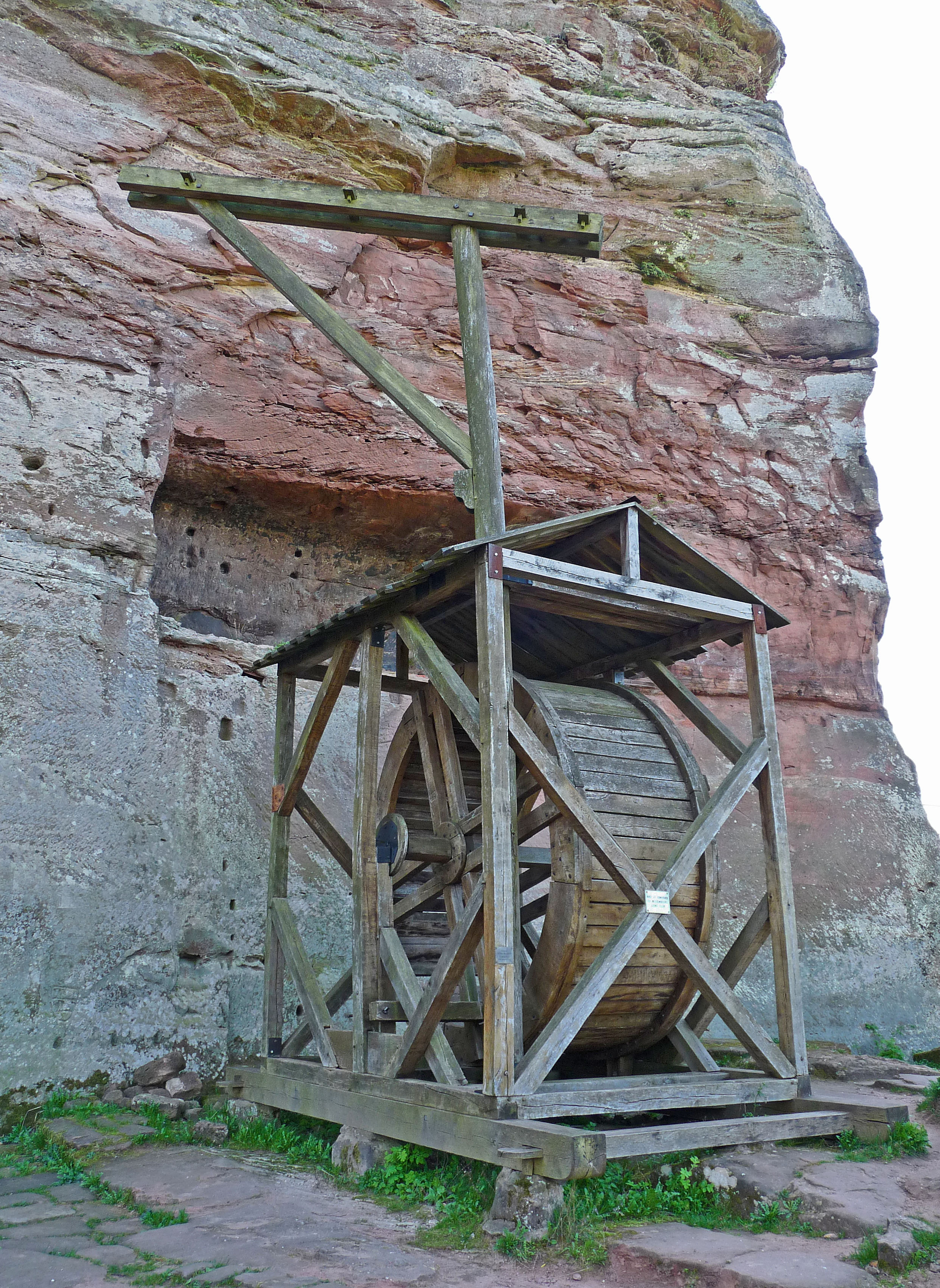
Reconstitution d'un treuil à tambour.
Restes du logis des seigneurs.

## Tourisme
| Année | Nombre de visiteurs |
| ----- | ------------------- |
| 2017  | 69 737              |
| 2016  | 65 457              |

Le château accueillant de nombreux visiteurs – environ 70 000 en 2010 –, le site a fait l'objet d'aménagements spécifiques à proximité.
« L'Aire des Charbonniers » rend hommage à ce métier d'autrefois. Une hutte de charbonnier y est reconstituée. En été (fin juillet-début août) une Semaine des Charbonniers propose une série d'animations. Les forêts du Fleckenstein et du Thalenberg ont été utilisées par le passé pour produire du charbon de bois.
Le P'tit Fleck est un espace ludique et pédagogique qui s'adresse aux jeunes enfants sur le thème « Grès et forêt ». Il s'agit d'une visite d'environ une heure. Une découverte du château à travers la résolution d'énigmes — le Château des Défis — leur est également proposée.
Le Circuit des Quatre Châteaux invite le randonneur à inclure dans son parcours trois autres sites fortifiés : le château du Hohenbourg, le château de Lœwenstein et la Wegelnburg (Palatinat).

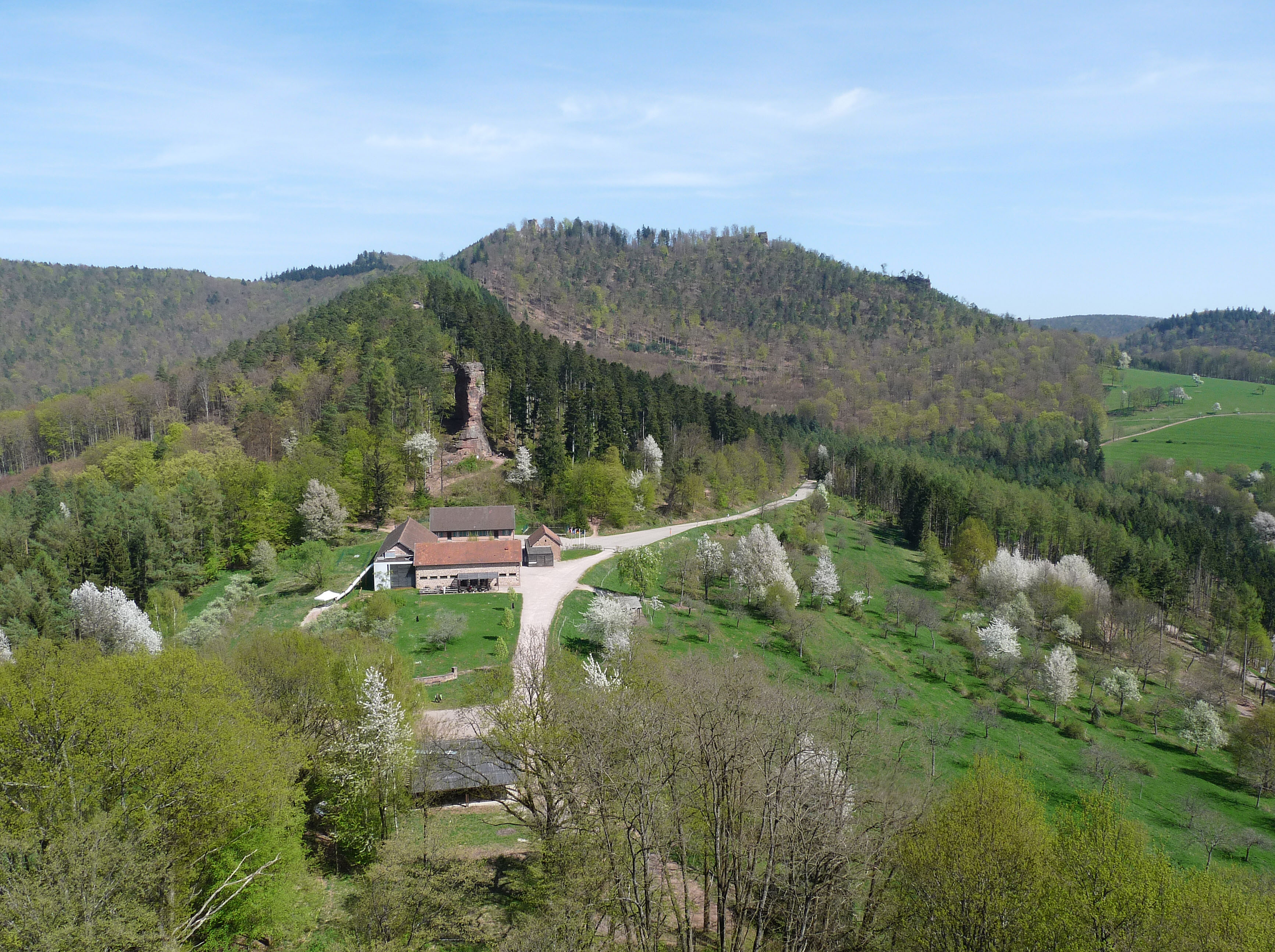
Aire d'accueil.
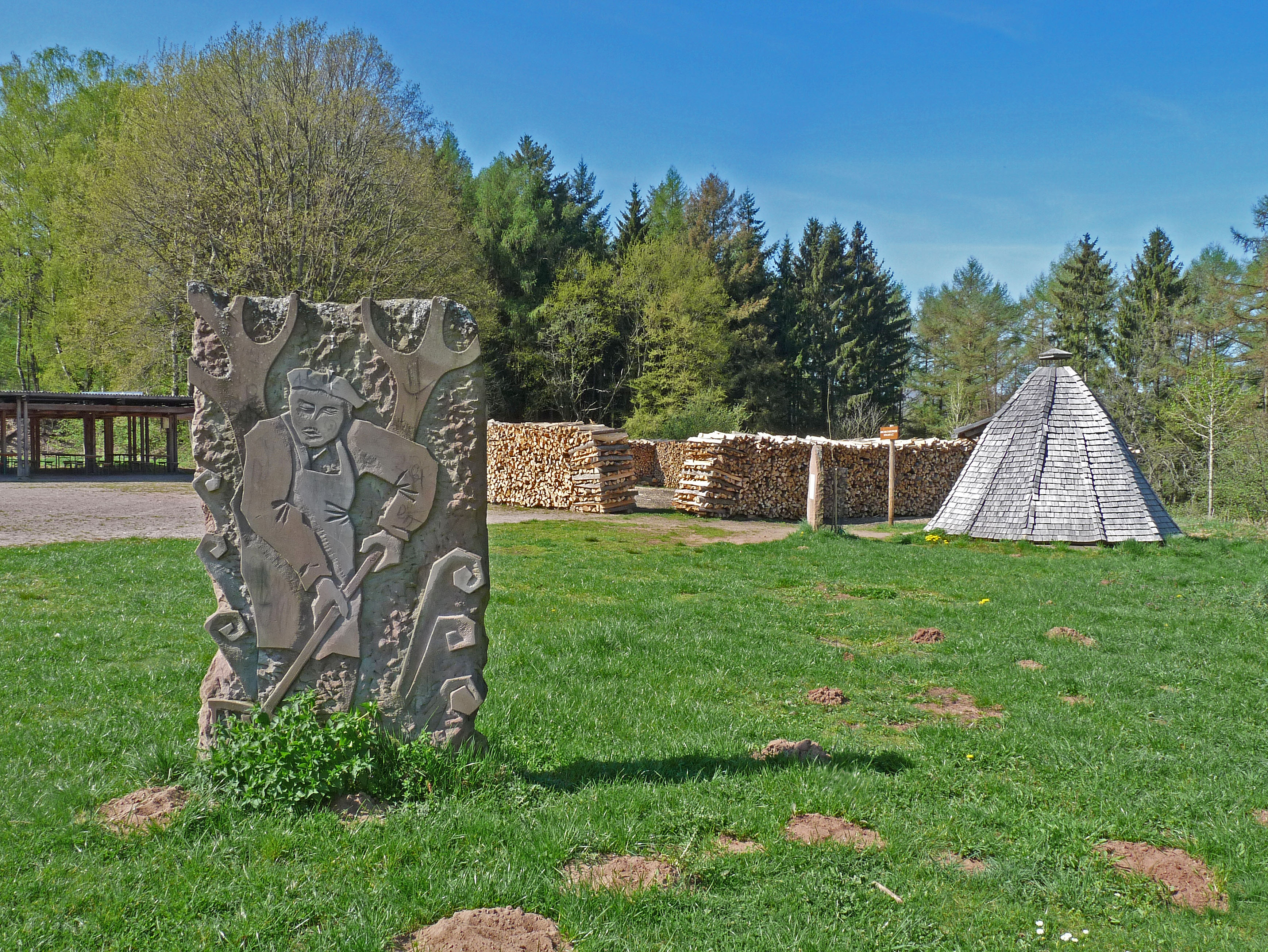
Hommage aux charbonniers d'antan.
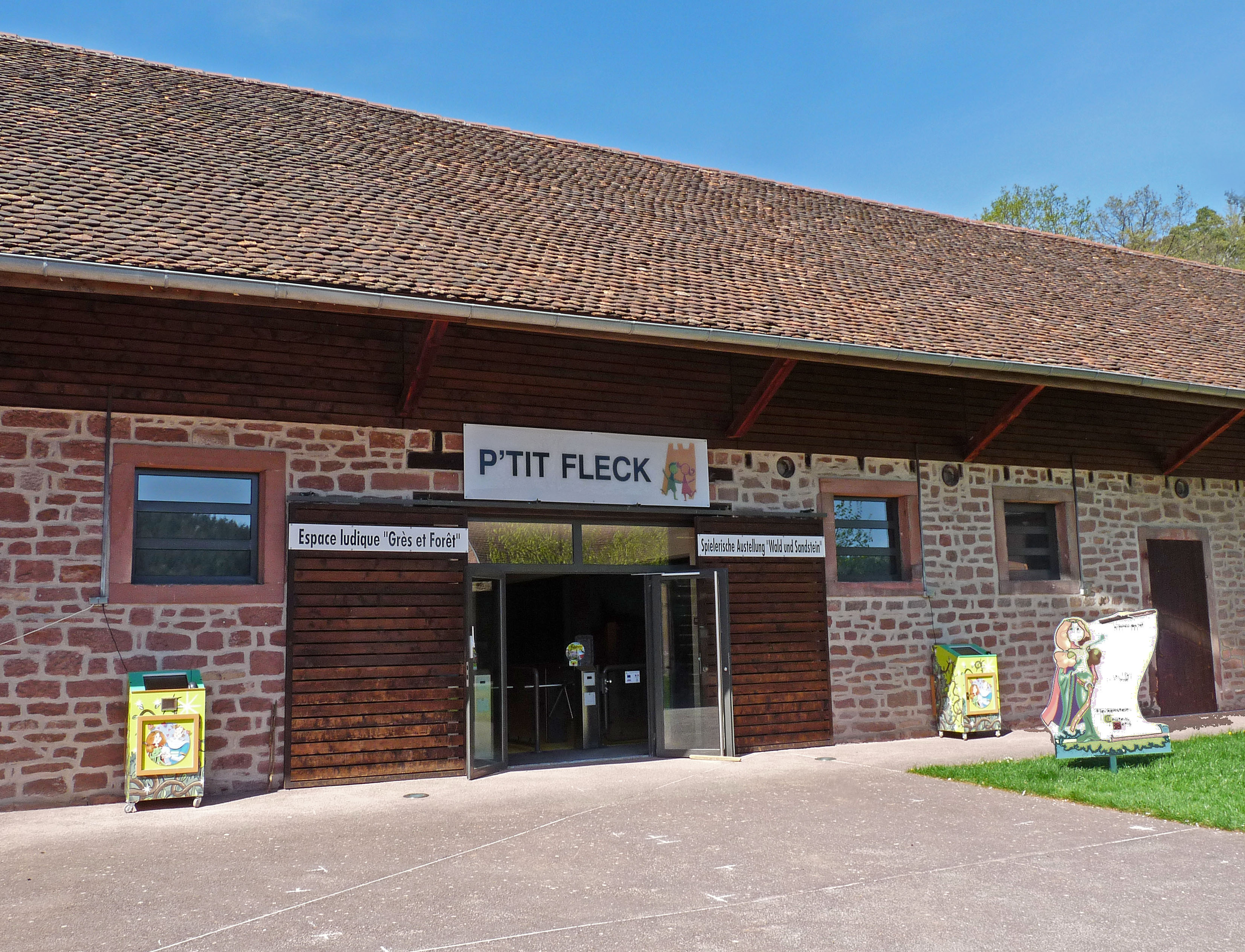
Le P'tit Fleck.